# Hans Hægermarck
Hans Hægermarck (i riksdagen kallad Hagermarck i Särsta), född 17 oktober 1820 i Hedemora, död 22 januari 1905 i Söderhamn, var en svensk lantbrukare och riksdagsman.
Hægermarck blev 1829 elev vid Hedemora pedagogi och anställdes 1836 som biträde vid tingsgöromålen och enskild räkenskapsförare hos lagman Nils Callerholm. Han var även gruvinspektör hos bruksägaren Thore Petre och lantbrukare i Särsta i Torsåkers socken. Han var också kommunalordförande och landstingsman. År 1882 bosatte han sig i Söderhamn.
Hægermarck var ledamot för bondeståndet i Gästriklands domsaga vid ståndsriksdagen 1865–1866 och var sedan ledamot i andra kammaren 1870–1875 för Ovansjö, Torsåkers och Årsunda samt Hedesunda och Österfärnebo tingslags valkrets.